# Celso Güity
Celso Fredy Güity Núñez (La Ceiba; 13 de julio de 1958-Miami; 12 de febrero de 2021) fue un futbolista que jugó como delantero de Honduras en la Copa Mundial de 1982.
Trabajó en construcción en Nueva York después de su carrera futbolística y murió de cáncer de huesos en Miami en febrero de 2021.

## Trayectoria
Jugó seis años en el Marathón, desde 1978 hasta 1985. También estuvo una temporada en el Sula.
Reforzó al Olimpia para disputar la Copa de Campeones de la Concacaf 1985, anotando un gol y obteniendo el subcampeonato. Sumó un total de 13 goles en 84 partidos en la Liga Nacional de Honduras.

## Selección nacional
Jugó 11 partidos con la selección hondureña, sin marcar un gol. Apareció en el grupo seleccionado en el Mundial de 1982.
Durante el mundial organizado en España, no jugó ningún encuentro. Posteriormente estuvo en tres juegos de las eliminatorias de la Copa del Mundo de 1986.

### Participaciones en Copas del Mundo
| Mundial                        | Sede   | Resultado    |
| ------------------------------ | ------ | ------------ |
| Copa Mundial de Fútbol de 1982 | España | Primera fase |

## Clubes
| Club             | País     | Año       |
| ---------------- | -------- | --------- |
| Marathón         | Honduras | 1978-1985 |
| Olimpia (cesión) | Honduras | 1985      |
| Sula             | Honduras | 1985-1986 |

## Palmarés

### Títulos nacionales
| Título        | Equipo   | País     | Año     |
| ------------- | -------- | -------- | ------- |
| Liga Nacional | Marathón | Honduras | 1979-80 |
| Liga Nacional | Marathón | Honduras | 1985-86 |